# Death Row Records
Death Row Records (ook bekend als Tha Row Records) is een Amerikaans platenlabel, in 1992 opgericht door Suge Knight, Dr. Dre, The D.O.C. en Dick Griffey (oprichter van SOLAR Records).

## Geschiedenis

### 1986-1992: Oprichting van Death Row Records
In 1986 werkte Dr. Dre voor Eazy E's label Ruthless Records. Hij produceerde er een groot aantal projecten. Vele daarvan waren succesvol, maar hij werd gefrustreerd omdat hij onderbetaald werd voor het werk dat hij deed voor het label. Suge Knight en The D.O.C. waren ervan overtuigd dat Jerry Heller oneerlijk handelde, waarna ze Dr. Dre ervan overtuigden om een nieuw label op te richten. Suge Knight zou, volgens Heller, zowel hem als Eazy E bedreigd hebben met loden pijpen en honkbalknuppels om ze te overtuigen de contracten van Dr. Dre, The D.O.C. & Michel'le te beëindigen zodat ze het label konden oprichten.
Oorspronkelijk heette hun nieuwe muzikale samenwerking Future Shock, al claimde The D.O.C. dat hij voorstelde om de naam naar Def Row (geïnspireerd door Def Jam Recordings) te veranderen. Die naam was echter al geregistreerd door The Unknown DJ, die in de 1980s al met Dr. Dre toen hij lid was van World Class Wreckin' Cru. Unknown vertelde in een interview dat hij de naam registreerde met het idee om een deal te sluiten om een nieuw label te kunnen opstarten onder Morgan Creek. Later verkocht hij die rechten aan Dr. Dre. Uiteindelijk werd de naam nog aangepast naar Death Row Records.

### 1992-1994: Eerste releases
Suge Knight en zijn advocaat David Kenner werkten samen om nieuwe artiesten te zoeken. Ook kon het duo regelen dat ze de soundtrack voor Deep Cover mochten producen. Dat album werd echter uitgebracht op Dick Griffeys andere platenlabel: Solar Records. De eerste single van die soundtrack, Deep Cover, werd Dr. Dre's eerste single als soloartiest, alsook Snoop Doggs eerste officiële samenwerking. Later werkten beiden ook samen aan een groot deel van de nummers van Dr, Dre's debuutalbum The Chronic. In 1993 volgde Snoop Doggs debuutalbum Doggystyle, waarna het label in 1994 nog twee soundtrackalbums maakte (voor de langspeelfilm Above The Rim en de kortfilm Murder Was The Case).

### 1995-1996: Tupac, vetes en Dr. Dre verlaat label
Nadat Suge Knight Tupac Shakur bezocht in de Clinton State Prison in Dannemora in het noorden van de staat New York, trok hij naar het zuiden van de stad New York om zich bij de Death Row-entourage te vervoegen tijdens de 2de editie van de Source Awards. Toen al stond Knight in de rapscene van Los Angeles bekend om zijn gewelddadige tactieken. Wanneer hij kort het woord mocht nemen kleineerde hij Sean "Puff Daddy" Combs (de oprichter van Bad Boy Records). Voor hij zijn steun betuigde aan Tupac, nodigde hij tevens opkomende rappers uit om zich bij Death Row te vervoegen. Na de ceremonie confronteerde Combs Knight met de feiten. Knights antwoord was dat hij Jermain Dupri van So So Def Recordings bedoelde. Hiermee wist hij de situatie te de-escaleren. Tijdens zijn verblijf in New York bezocht Knight tevens Uptown Records, waar Combs zijn eerste stappen zette in de muziekbusiness via een stage bij Andre Harrell. Daar wist hij, zonder Uptown te betalen, de releases van Jodeci, DeVante Swing & Mary J. Blige (die Combs' belangrijkste Uptown-rekruten waren) te verkrijgen waarna ze allemaal tekenden bij het managementbedrijf van Knight.
Op 24 september 1995 raakte de Bad Boy-entourage betrokken bij een verhitte discussie met Suge en diens lijfwacht (en Bloods-bendelid) Jai Hassan-Jamal "Big Jake" Robles in nachtclub Platinum House. Toen Knight en zijn entourage de club verlieten, richtte Combs lijfwacht een pistool op Robles, waarna hij neergeschoten werd toen hij trachtte in te stappen in Knights auto. De advocaten van Combs en zijn lijfwacht ontkenden de feiten gepleegd te hebben.
In oktober 1995 bezocht Knight Tupac nogmaals in Clinton State, waar hij een borg van 1,4 miljoen dollar betaalde om hem vrij te krijgen. Daartegenover stond een contract voor 3 albums bij Death Row Records. In diezelfde maand volgde, na het succes van The Chronic & Doggystyle, een 3de commercieel succes voor Death Row met Dogg Food, het eerste album van Tha Dogg Pound op het label. Op dat album, stond het nummer New York, New York, waarin Da Dogg Pound en Snoop Dogg rappers uit New York ridiculiseerde. Ook de videoclip werd opgenomen in New York. De set werd echter beschoten door een drive-by. Na deze beschieting, filmden Snoop Dogg en Da Dogg Pound enkele scenes waarin ze een gebouw in New York omver schopten. New Yorkse rappers Capone-N-Noreaga, Tragedy Khadafi en Mobb Deep beantwoordden deze diss met een remix van dit nummer, genaamd "L.A., L.A.".
Na een nieuw gewelddadig incident, waarbij Sam Sneed in elkaar werd geslagen door een deel van de Death Row-entourage (geleid door Knight en Tupac), besloten RBX & The D.O.C. het label te verlaten. Dit zorgde ervoor dat Knight striktere controle hield op het rooster van Death Row Records. Ook Dr. Dre was het beu dat het label in zoveel gewelddadige incidenten betrokken raakte. Daardoor was hij steeds minder betrokken als uitvoerend producent van het label. Zo hielp hij niet bij het producen van Dogg Food, hij hielp echter wel mee met het mixen van het album. Ondanks dat hij wel de credits kreeg als uitvoerend producent op All Eyez On Me, produceede hij ook voor dat album amper 2 nummers. De andere nummers werden geproduceerd door Daz Dillinger en Johnny J. Daarnaast werd Tupacs gedrag steeds problematischer. Zo bleef hij The Notorious B.I.G., Bad Boy Records, Puff Daddy, Mobb Deep en Prodigy verbaal aanvallen, met enkele gewelddadige confrontaties ten gevolgde. Op 22 maart 1996 besloot Dr. Dre om Death Row te verlaten en Aftermath op te richten ten gevolge van het aanslepend geweld binnen Death Row. Dit zorgde er tevens voor dat Tupac Dr. Dre de rug toekeerde.

### 1996-1999: De moord op Tupac, Knight's veroordeling en de gevolgen
Voorheen was Death Row een verenigd front van artiesten, maar dit front viel uiteen in verschillende kampen nadat oa. Dr Dre het label verliet. Zo hielp Daz Dillinger (die nu hoofd producer was van het label) mee aan Snoop Dogg's 2de album Tha Doggfather, waarin hij samenwerkte met Bad Azz en Techniec van de LBC Crew, Warren G en Nate Dogg (waarmee hij samen 213 vormde) en Tha Dogg Pound. Tupac zocht dan weer de studio op met Hurd-M-Badd en Big "D" om The Don Killuminati: The 7 Day Theory te maken. Hij koos er tevens voor om geen andere Death Row artiesten te vragen voor features en zijn crew The Outlawz en Bad Azz in te zetten. Het album had ook een donkerdere toon vergeleken met All Eyez On Me. Ook Suge Knight was moeilijk bereikbaar voor zijn staff, en werknemers werden aangevallen als straf als ze niet deden wat hen gevraagd werd.
Toen Tupac naar Las Vegas trok om een bokswedstrijd van Mike Tyson bij te wonen, werd hij geïnterviewd over de mogelijke oprichting van Death Row East. Alex Roberts, David Kenner en Suge Knight werden namelijk samen gespot in Club 622, waar Knight probeerde Roberts connecties binnen de New Yorkse underground scene te bemachtigen om zo deze nieuwe vertakking van Death Row op te kunnen richten. Er werd gedacht aan Big Daddy Kane, Wu-Tang Clan, Craig Mack en producer Eric B. van Eric B. & Rakim, maar het label werd nooit opgericht.
Op 7 september 1996 werden Suge Knight & Tupac opgemerkt op beveiligingscamera's terwijl ze een lid van de South Side Compton Crips aanvielen in het MGM Grand Hotel in Las Vegas. Later die avond werd Tupac 4 keer beschoten tijdens een drive-by toen ze aan het wachten waren aan verkeerslichten aan een kruispunt. Knight & Tupac waren onderweg naar Club 662 (dat eigendom was van Knight). Hij werd nog in kritieke toestand naar het ziekenhuis gebracht, waar op 13 september overleed op 25-jarige leeftijd.
Enkele maanden na Tupacs overlijden werd The Don Killuminati: 7 Day Theory uitgebracht. Een week later volgde Snoop Dogg's Tha Doggfather. Beide albums behaalden meerdere Platinum certificaties. Op 28 februari 1997 werd Suge Knight schuldig bevonden aan erewoordschending, en moest hij een gevangenisstraf van 9 jaar uitzitten. Dit zorgde ervoor dat Aftermath hun distributiecontract verbrak. Later verlieten Nate Dogg, Snoop Dogg & Kurupt het label. Na de release van haar soloalbum, verliet ook The Lady of Rage het label. Daz Dillinger verliet dan weer het label in 1999 na de release van zijn debuutalbum, maar hij producete wel nog voor B C-style. Later richtte hij ook Dogg Pound Records op.

### 2001-2006: Death Row UK en de 2de generatie Death Row artiesten
In 2001, na zijn vrijlating, besliste Suge Knight om een sublabel op te richten in het Verenigd Koninkrijk. Death Row UK zou onafhankelijk werken in joint venture met Ritz Music Group, een label dat bekend was voor hun successen met country-artiesten zoals Daniel O'Donnell. R&B-zanger Mark Morrison tekende een 5-jarig contract op het label, waarna een single en album zou uitgebracht worden in 2002. De single flopte echter en het album werd uiteindelijk uitgebracht op Kevin Campbell's label 2 Wikid, waarna het opnieuw werd uitgebracht door Mona Records in 2006.
Suge Knight wist echter nog artistieke controle te behouden toen hij in de cel zat, en lanceerde enkele lastercampagnes tegenover enkele artiesten die het label verlieten, waaronder Snoop Dogg die doodsbedreigingen zou ontvangen hebben. Snoop Dogg reageerde echter met een nummer waarin hij Suge Knight dissed, genaamd "Pimp Slapp'd". Het label kon zichzelf blijven financieren door albums uit te brengen uit hun catalogus van onuitgebrachte nummers, waaronder enkele postume albums van Tupac, heruitgaves van albums van Dr Dre en Snoop Dogg en een compilatie-C'sD van onuitgebrachte nummers zoals Suge Knight Represents: Chronic 2000. Hij wist ook nieuwe artiesten zoals Crooked I en Left Eye van TLC te tekenen.
Ondanks kwaad bloed, tekende Kurupt opnieuw bij Death Row, op voorwaarde dat hij vicevoorzitter zou worden. Daarop volgde een vete met Dazz Dillinger en Snoop Dogg. Hij werkte tevens aan zijn album Against tha Grain. Zijn verbale vete met zijn voormalige partners bleef duren tot 2005. Left Eye werkte ook aan haar album foor Death Row, onder de pseudoniem N.I.N.A (New Identity Not Applicable), terwijl ze ook meewerkte aan TLC's nieuwe album 3D. Death Row annuleerde echter de release van haar nieuw soloalbum nadat ze overleed. Het album lekte uiteindelijk in 2011.
Na het promoten van zijn nieuwe artiesten, moest Knight nog de albums releasen. Nadat Kurupt het label voor de 2de keer verliet, werd Against Tha Grain uitgebracht. Kurrupt was vertrok uit ontevredenheid omdat er na 5 jaar nog niets uitgebracht werd. Ook Crooked I verliet Death Row, en diende een spreekverbod in tegen Suge Knigt om te voorkomen dat Knight kon beletten dat hij een nieuwe deal kon sluiten.In 2005 tekende Petey Pablo nog een contract bij Death Row. Hij werkte aan Same Eyes On Me, maar dit album werd nooit uitgebracht. In 2006 verliet hij het label, samen met Tha Realest.

### 2006-2009: faillissement en overname
Death Row Records vroeg in 2006 het faillissement aan en werd op 15 januari 2009 voor $ 18 miljoen verkocht aan WIDEawake Entertainment. Op 25 januari, volgde een veiling van alles wat gevonden werd in de kantoren van Death Row na het faillissement. Na de overname bracht WIDEawake Entertainment materiaal uit afkomstig uit het uitgebreide archief dat het bij de koop had verworven, waaronder niet eerder uitgebracht materiaal van artiesten als Snoop Dogg en Kurupt.

### 2012-2021: overnames door eOne, Hasbro en The Blackstone Group
New Solutions Financia corp., het Canadese moederbedrijf van WIDEawake Death Row, ging op 10 december 2012 failliet, en verkocht zowel het label als de bijhorende catalogus aan een publieke bedrijf. In 2013 werden die rechten doorverkocht aan Entertainment One (eOne). Op 23 augustus 2019 kondigde speelgoedfabrikant Hasbro aan dat ze eOne zouden overnemen voor 4 miljard, waarna ze in april 2021 aankondigde dat ze de eOne Music tak zou verkopen aan The Blackstone Group. Die overname werd in juni 2021 afgerond.

### 2022: Overname door Snoop Dogg en toekomstplannen
Op 9 februari 2022, kondigde Snoop Dogg aan dat hij de merknaam Death Row zou overnemen van MNRK Music Group (de nieuwe naam voor eOne Music). In die verkoop werd echter nog niet de catalogus van het label besproken, al was hij wel in gesprek om zijn eigen muziek en de muziek van andee Death Row over te nemen van MNRK. Op 4 maart, kondigde Snoop Dogg tijdens een interview voor Tidal aan dat hij de rechten overgekocht heeft van alle albums die eerder werden uitgebracht op Death Row Records, inclusief zijn eigen debuutalbum en Dr Dre's The Chronic. Dr Dre's advocaat ontkende dit echter, en zei dat Dr Dre zelf nog steeds controle heeft over het album. Op 18 april 2022 werd aangekondigd dat Death Row Records een eigen streamingdienst krijgt, wat hogere royalty's uitbetaald dan de klassieke streaming diensten. Daarop kondigde Snoop Dogg ook aan dat alle Death Row albums van de klassieke streamingdiensten gehaald werden om ze later uit te brengen op het eigen streaming platform.
2 dagen na de aankondiging van zijn overname van het merknaam, bracht hij zijn 3de album BODR (Bacc On Death Row) uit via Death Row. Hiermee bracht hij zijn 3de album uit op het label, waarin hij samenwerkte met oa. Nas, een postume feature van Nate Dogg, The Game, T.I. enz. Op 17 juni 2022 volgde een compilatie-cd, genaamd Snoop Dogg Presents Death Row Summer 2022. Op dat album, zijn enkele nummers met oa. Tha Dogg Pound & Tha Eastsidaz te horen.
De overname van Death Row Records door Snoop Dogg, kondigde het label ook aan dat het zich zou uitbreiden naar de web3 NFT space door een samenwerking met Gala Music. Met deze strategische stap wilde Death Row Records nieuwe manieren verkennen om hun muziek en kunstwerken te verspreiden en fans een unieke ervaring te bieden.
Door de samenwerking met Gala Music kon Death Row Records zijn muziekcatalogus omzetten in non-fungible tokens (NFT's), waardoor het mogelijk werd om exclusieve digitale verzamelobjecten van hun legendarische albums en artiesten aan te bieden aan fans over de hele wereld. Dit nieuwe streamingplatform bood niet alleen hogere royalty's aan artiesten dan traditionele streamingdiensten, maar opende ook de deuren naar innovatieve manieren voor artiesten en fans om met elkaar in contact te komen.
De overgang naar de web3 NFT space was een gedurfde zet voor Death Row Records, maar met Snoop Dogg aan het roer als eigenaar en de samenwerking met Gala Music, waren ze vastbesloten om de toekomst van muziekdistributie en fanbetrokkenheid te vormen. Door gebruik te maken van blockchain-technologie en de mogelijkheden van NFT's te benutten, creëerde Death Row Records nieuwe mogelijkheden voor zowel hun klassieke catalogus als voor toekomstige releases. Hierdoor bleef het label trouw aan zijn legacy van innovatie in de muziekindustrie.

## Discografie
- Dr. Dre - The Chronic (1992)
- Snoop Dogg - Doggystyle (1993)
- Above the Rim (soundtrack, 1994)
- Murder Was the Case (soundtrack, 1994)
- Tha Dogg Pound - Dogg Food (1995)
- 2Pac - All Eyez on Me (1996)
- Snoop Dogg - Tha Doggfather (1996)
- 2Pac (als Makaveli) - The Don Killuminati: The 7 Day Theory (1996)
- Death Row Greatest Hits (1996)
- Christmas on Death Row (1996)
- Gridlock'd (soundtrack, 1997)
- The Lady of Rage - Necessary Roughness (1997)
- Gang Related (soundtrack, 1997)
- Daz Dillinger - Retaliation, Revenge, And Get Back (1998)
- Michel'le - Hung Jury (1998)
- 2Pac - Greatest Hits (1998)
- Suge Knight Represents: Chronic 2000 (1999)
- Too Gangsta 4 Radio (2000)
- Snoop Dogg - Dead Man Walkin' (2000)
- Tha Dogg Pound - 2002 (2001)
- Snoop Dogg - Death Row: Snoop Doggy Dogg at His Best (2001)
- 2Pac - Until The End of Time (2001)
- 2Pac - Better Dayz (2002)
- 15 Years On Death Row (2006)
- Death Row: The Singles Collection (2007)
- Dr. Dre - The Chronic Re-Lit (2009)
- Snoop Dogg - Death Row: The Lost Sessions Vol. 1 (2009)
- The Ultimate Box Set (2009)
- Kurupt - Down & Dirty (2010)
- Danny Boy - It's About Time (2010)
- Crooked I - Hood Star (2010)
- Sam Sneed - Street Scholars (2011)
- LBC Crew - Haven't You Heard... (2011)
- Snoop Dogg - Three Disc Collection (2011)
- O.F.T.B. - Damn Near Dead (2011)
- Jewell - My Blood, My Sweat, My Tears (2011)
- Jewell - Black Diamond (2011)
- 20 Years to Life: Compilation Album (2012)
- Tha Dogg Pound - Doggy Bag (2012)
- Snoop Dogg - BODR
- Snoop Dogg - Snoop Dogg presents Death Row Summer 2022

## Artiesten
| Artiest                     | Jaar getekend    | Aantal uitgaven |
| --------------------------- | ---------------- | --------------- |
| 2nd II None                 | 1994-98          | –               |
| 2Pac                        | 1995-96          | 10              |
| Above the Law               | 2000-02          | –               |
| CPO Boss Hogg               | 1992-98          | –               |
| Crooked I                   | 1999-04          | –               |
| Danny Boy                   | 1994-99          | –               |
| Dr. Dre (oprichter)         | 1992-96          | 2               |
| Jewell                      | 1992-99          | –               |
| J-Flexx                     | 1994-99          | –               |
| Johnny J                    | 1995-96          | –               |
| K-Solo                      | 1995-96          | –               |
| LBC Crew                    | 1995-97          | –               |
| Lisa Lopes                  | 2002             | –               |
| MC Hammer                   | 1995-96          | –               |
| Michel'le                   | 1992-99, 2002-03 | 1               |
| Nate Dogg                   | 1992-97          | –               |
| O.F.T.B.                    | 1994-98          | –               |
| Outlawz                     | 1999-2000        | 1               |
| Petey Pablo                 | 2005-06          | –               |
| Prince Ital Joe             | 1995-98          | –               |
| RBX                         | 1992-95          | –               |
| Sam Sneed                   | 1993-96          | –               |
| Snoop Doggy Dogg            | 1992-98 & 2022-  | 7               |
| Soopafly                    | 1994-97          | –               |
| Spider Loc                  | 2002-04          | –               |
| Suge Knight (oprichter/CEO) | 1992-08          | –               |
| Tha Dogg Pound              | 1992-98          | 2               |
| Tha Realest                 | 1996-01          | –               |
| The D.O.C. (oprichter)      | 1992-95          | –               |
| The Lady of Rage            | 1992-97          | 1               |
| Tray Deee                   | 1994-97          | –               |
| YGD Tha Top Dogg            | 1998-01          | –               |
| Young Soldierz              | 1994-98          | –               |